# Taça Ibérica de Hóquei em Patins
A Taça Ibérica de Hóquei em Patins, também chamada Taça Ibérica, foi uma competição internacional disputada em dois jogos e organizada pelo CERH em que se defrontavam os clubes campeões em título de Portugal e Espanha de modo a determinar qual era a melhor equipa da Península Ibérica nesse ano. Apenas se disputaram 3 edições.

## Histórico
| Edição | Ano  | Campeão      | Vice-campeão | Resultado |
| ------ | ---- | ------------ | ------------ | --------- |
| 1ª     | 1999 | FC Barcelona | FC Porto     | 9–6/4–2   |
| 2ª     | 2000 | FC Barcelona | FC Porto     | 0–1/8–2   |
| 3ª     | 2001 | FC Barcelona | OC Barcelos  | 4–3/4–3   |